# Telekonferenz

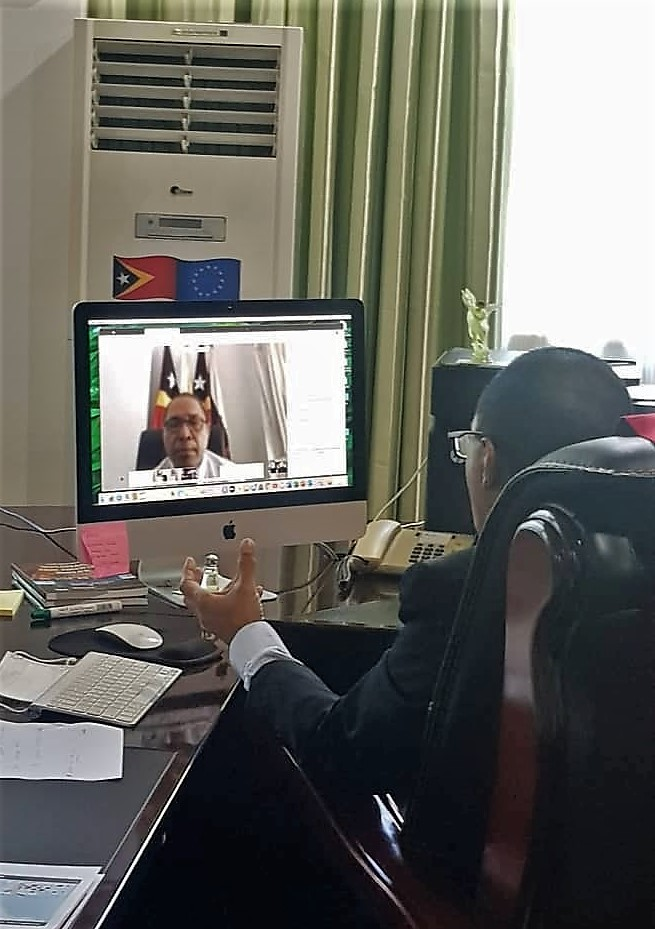
Osttimors Außenminister Dionísio Babo in einer Telekonferenz

Telekonferenz bezeichnet eine Konferenz, bei der die Konferenzteilnehmer sich nicht am gleichen Ort aufhalten.
Die erste Form der Telekonferenz war die Telefonkonferenz, bei der ausschließlich Sprache übertragen wurde. Bei höherer Bandbreite, beispielsweise durch Nutzen einer oder mehrerer ISDN-Leitungen, kann dann auch das Bild in Videokonferenzen übertragen werden. 
Heute kann beim Application-Sharing neben Sprache und Videobild auch der Inhalt eines Computer-Bildschirms gemeinsam betrachtet werden. Dies erfordert höhere Datenraten und erfolgt meist über das Internet. Hierzu ist spezielle Software nötig.